# Amarna-Brief EA 287

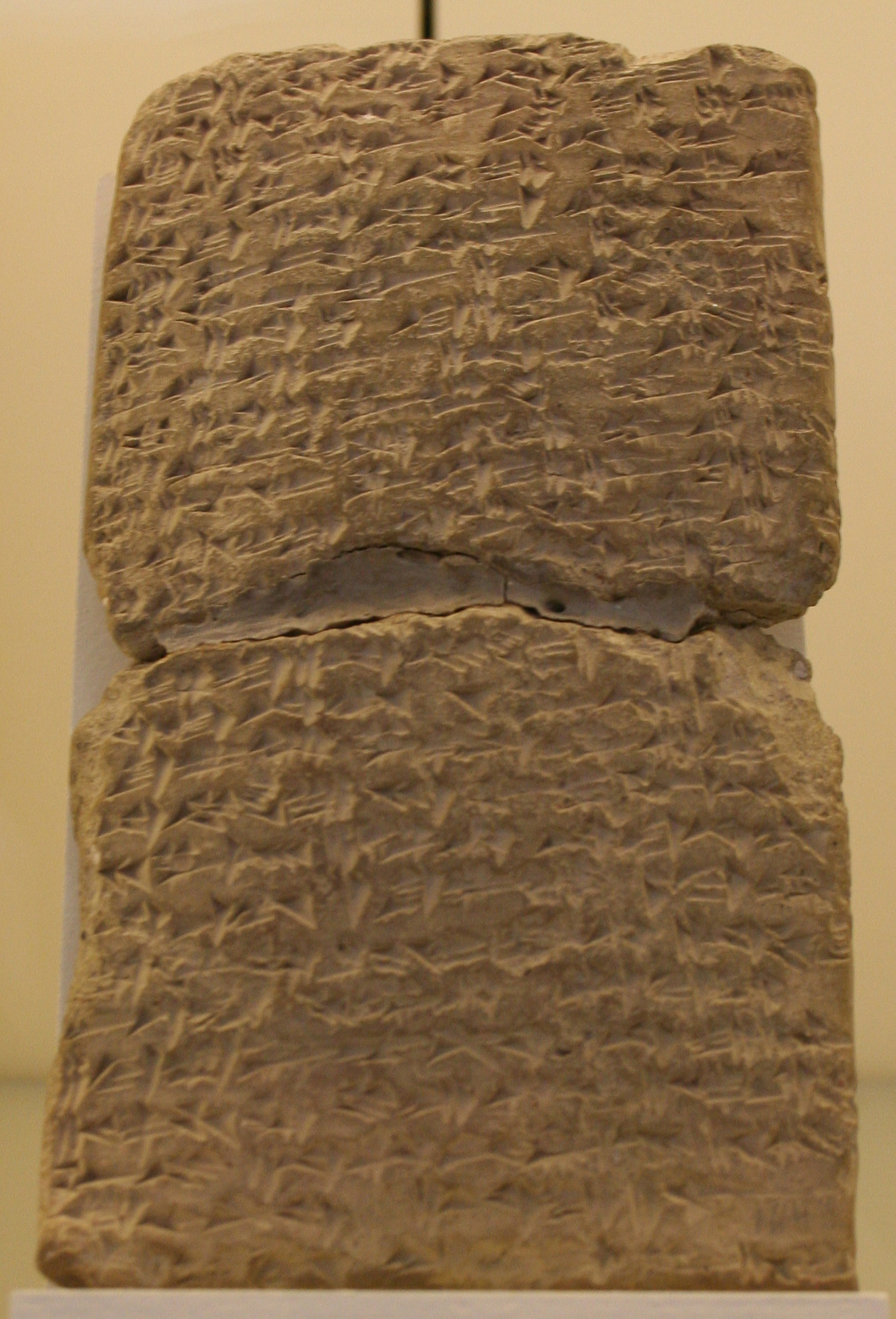
Amarna-Brief EA 288, von Abdi-Hepaṭ dem König von Jerusalem.

Amarna-Brief EA 287 ist ein Brief des Abdi-Hepaṭ, des Königs von Jerusalem an den Pharao. Er ist in akkadischer Keilschrift auf einer Tontafel geschrieben und gehört zu den Amarna-Briefen aus dem Palastarchiv des Pharao Echnaton. Dieses befand sich in dessen neu gegründeter Hauptstadt Achet-Aton („Horizont des Aton“), dem heutigen Tell el-Amarna. Heute befindet sich die Tafel im Vorderasiatischen Museum in Berlin, Inventarnummer VAT 1644.

## Akkadischer Text
Vorderseite:

1. [a-na mšarri(LUGAL)]ri bêli(EN)-ia [qí-bi-ma]

2. [um-ma mab]di(ÁRAD)-ḫi-ba ardu(ÁRAD)-k[a-ma a-na]

3. [šêpē(GÌRImeš)] bêli(EN)-ia 7(m)-t[a-a-an ù 7(m)-ta-a-an am-qut-mi]

4. [a-mur g]áb- a-wa-ta5meš [ša šarru(LUGAL)ru bêli(EN)-ia]

5. [ú-še]-ru-bu-ni a-na [...me]š

6. [a-mur] ip-ša ša e[-pu-šu]

7. urudagag-ú-tag-ga […]

8. […] a-wa-[tú]

9. […]

10. […]

11. a-na [a]l[u](IRI) [qí-el-t]iki ú-še-ru-bu li-de4 [šarr]i(LUGAL)ri

12. gáb-bi mâtāti(KURḫi.a) [š]a-li-mu a-na ia-a-ši nu-kúr-tú

13. ù li-is-kín šarri(LUGAL)ri a-na mâti(KUR)-šu

14. a-mur mât(KUR) [al]u(IRI) gaz-riki mât(KUR) alu(IRI) aš-qa-lu-naki

15. ù alu(IRI) la-[ki]-šiki i-din-nu a-na ša-šu-nu

16. akâlē(NÍGḫi.a) šamnē(Ìḫi.a) ù mi-im-ma ma-aḫ-ṣí-ra-mu

17. ù li-is-kín šarri(LUGAL)ri a-na ṣâbē(ÉRINmeš) pi-ṭa-ti ú

18. lu-ma-še-ra ṣâbē(ÉRINmeš) pi-ṭa-ti a-na amêlūti(LÚmeš)

19. ša ip-pu-šu ar-na a-na šarri(LUGAL)ri bêli(EN)-ia

20. šum-ma i-ba-aš-ši i-na šatti(MU) an-ni-ti

21. ṣâbē(ÉRINmeš) pi-ṭa-tu4 ù i-ba-aš-ši mâtātu(KURḫi.a)

22. [ù] lúḫa-zi-a-nu a-na šarri(LUGAL)ri bêli(EN)-ia

23. [ù ]šum-ma ia-nu ṣâbē(ÉRINmeš) pi-ṭa-tu4 ia-a-nu-[m]i

24. [mâtā]ti(KURmeš) ù lúḫa-zi-a-nu-ti a-na šarri(LUGAL)[ri]

25. [a]-mur mât(KUR) alu(IRI) ú-ru-ša10-lim an-n[i-]ta

26. [l]a-a amêlu(LÚ) ad-da-a-ni la-a um-mi-i[a]

27. [n]a-ad-na-an-ni qât(ŠU) zu-ru-uḫ[ šarri(LUGAL)ri da]nnu(KAL.GA)

28. [n]a-ad-na-an-ni a-na ia-a-ši

29. a-mur ip-ša an-ni-ú ip-ši mmil-ki-ìl

30. ù ip-ši mârē(DUMUmeš) la-ab-a-ja

31. ša na-ad-nu mât(KUR) šarri(LUGAL)ri lú.mešḫa-pí-ri

32. a-mur šarru(LUGAL) bêli(EN)-ia ṣa-du-uq a-na ia-a-ši

33. aš-šum amêlūti(LÚmeš) ka-ši-ji li-iš-al-mi

34. šarri(LUGAL)ri lúrabiṣūti(MÁŠKIMmeš) e-nu-ma dannu(KAL.GA) bîtu(É) danniš(MA.GAL)

35. ù ú-ba-á-ú ar-na kab-ta râbâ(GAL)

36. [la]-qa-ḫu ú-nu-ta5-šu-nu ù aš-ru-ú

37. [e]-mid ú-re-e ga-ag-gi-mi

38. ù [šum]-ma še-ru i-na mâtu(KUR) […]

39. [ṣâbē(ÉRIN]meš) ti-ta-lu it-t[i amêlu(LÚ) ma-ṣar-ti]

40. [a-na] ardūti(ÁRADmeš) li-is-kín-mi [šarri(LUGAL)ri]

Rückseite:

41. a-na ša-šu-nu ta-ṣa-qa […]

42. mâtāti(KURḫi.a) i-na qa-ti-šu-n[u ù]

43. li-iš-al-mi šarri(LUGAL)ri a-na ša-šu-[nu]

44. ma-ad akâlē(NÍGḫi.a) ma-ad šamnē(Ìḫi.a) ma-ad lubšāti(TÚGḫi.a)t[i] 

45. a-di e-tel-li pa-ú-ru lúrabiṣ(MÁŠKIM) šarri(LUGAL)ri

46. a-na mât(KUR) alu(IRI) ú-ru-ša10-limki pa-ṭa-a-ri

47. [ma]d-da-ja a-di amêlūtu(LÚmeš) ma-ṣar-ti lúú-e-e

48. [ša i]-din šarri(LUGAL)ri li-de4-mi šarri(LUGAL)ri

49. [iq]-bi a-na ia-a-ši ma-da-ja

50. [a-mu]r pa-aṭ-ra-an-ni la ti-iz-ib-ši

51. [šatta(MU) ]an-ni-ta mu-še-ra-an-ni amêla(LÚ) ma-ṣar-ta

52. [ù ] lúrabiṣa(MÁŠKIM) šarri(LUGAL)ri mu-še-ra an-ni-ka-nu

53. [qîšti(NÍG.BA]ḫi.a) mu-še-er-ti a-na šarri(LUGAL)ri bê[li(EN)-ia]

54. [... lú]meša-ší-ru 5(m) li-im-[…]

55. [3(m) m]e 1(u) 8(m) lú.mešú-bi-li-mi ḫarrânnāt(KASKALḫi.a) šarr[i(LUGAL)ri] 

56. la-qí[-ḫ]u i-n[a] ú-[g]a-ri ša-de4-e [a-na]

57. alu(IRI) ia-lu-naki li-de4-mi šarri(LUGAL)ri bêli(EN)-ia

58. la-a a-la-á-e mu-še-ra ḫarrâni(KASKAL)

59. a-na šarri(LUGAL)ri bêli(EN)-ia aš-šum la-ma-de4-ka

60. a-mur šarri(LUGAL)ri ša-ka-an šum-šu

61. i-na mât(KUR) ú-ru-sa-limki a-na da-ri-iš

62. ù la-a i-le-é-e e-za-bi-ša

63. mâtāt(KURḫi.a) alu(IRI) ú-ru-ša10-limki

64. a-na túp-šar(DUB.SAR) šarri(LUGAL)ri bêli(EN)-ia

65. qí-bi-ma um-ma mabdi(ÁRAD)-ḫi-ba ardu(ÁRAD)-ka-ma

66. a-na 2(m) šêpē(GÌRImeš) am-qut-mi ardu(ÁRAD)-ka a-nu-ki

67. še-ri-ib a-wa-ta5 ba-na-ta

68. a-na šarri(LUGAL)ri bêl(EN)-ia

69. lúú-e-é š[a]rri(LUGAL)ri a-nu-ki

70. ma-at-ti a-na ka-ta5

71. ù ti-ip-pa-ša ip-ša la-am-na

72. a-na muḫḫi(UGU)ḫi amêlūt(LÚmeš) kurka-si

73. [ú]-ba-na la-a Gaz de4-ka-ti

74. [i]-na qât(ŠU) amêlūti(LÚmeš) kurka-ši-[wi]

75. [i]-na lìb-bi bîti(É)-ia li-[iš-al]

76. […] šarru(LUGAL)ru a-na ša-š[u-nu]

77. [7(m)-t]a-a-an ù 7(m)-ta-a-an [ṣa-du-uq]

78. [šarri(LUGAL)r]i bêli(EN)-ia a-na ia[-ši]

## Übersetzung
Vorderseite:

1. [Zu dem Köni]g, meinem Herrn, [hat gesprochen]

2. [also Ab]diḫiba, d[ein] Diener[: Zu]

3. [den Füßen] meines Herrn [fiel ich] 7m[al und 7mal nieder.]

4. [Ich habe gesehen al]le Worte[, die der König, mein Herr,]

5. zu mir [herein]geschickt [hat] in […]

6. [Siehe] die Tat, welche verübt [hat]

7. Kupfer […] hat er […]

8. […] Wor[t]

9. […]

10. […]

11. hat er in [die St]a[dt Kel]ti hineingebracht. Es wisse [der Köni]g,

12. (dass) alle Länder vergehen, (und) mir Feindschaft ist.

13. So sorge der König für sein Land!

14. Siehe, das Land von [G]azri, das Land von Ašqaluna

15. und L[aki]s haben ihnen gegeben

16. Speisen, Öl und allen maḫziramu (ihren Bedarf).

17. So sorge der König für seine Feldtruppen!

18. Er sende Feldtruppen gegen die Leute,

19. die Frevel gegen den König, meinen Herrn, verüben!

20. Wenn in diesem Jahr da sind

21. Feldtruppen, dann werden die Länder

22. u[n]d der Regent dem König, meinem Herrn, gehören;

23. [aber] wenn Feldtruppen nicht da sind, dann bleiben auch nicht

24. [die Lände]r und die Regenten dem König.

25. [Si]ehe, die[s]es Land von Urusalim

26. hat [n]icht mein Vater (und) nicht mei[ne] Mutter

27. mir gegeben; die [mäc]htige Hand (zuruḫ) [des Königs]

28. hat (es) mir gegeben.

29. Siehe, diese Tat ist die Tat Milkilis

30. und die Tat der Söhne Labajas,

31. welche gegeben haben das Land des Königs den Ḫabiru.

32. Siehe, o König, mein Herr, Recht habe ich

33. in bezug auf die Kaši-Leute. Es frage

34. der König die Vorsteher, ob das Haus sehr mächtig ist!

35. Ja, sie haben einem schweren, großen Frevel nachgestrebt;

36. [sie ha]ben genommen ihre Geräte, und abgescha[fft] si[nd]

37. [B]esitzer von Rossen […]

38. [Und] er [mög]e senden in das Land […]

39. […], welche […] mi[t Besatzungs-Leuten]

40. […] Diener, es möge sorgen [der König]

Rückseite:

41. für sie […]

42. die Länder in ihr[er] Hand, [und]

43. es fordere der König für s[ie]

44. viel Essen, viel Öl, viele Kleider,

45. bis heraufzieht Pauru, der Vorsteher des Königs,

46. nach dem Land von Urusalim. Abgezogen (oder: abgefallen) ist

47. [A]ddaja samt den Besatzungs-Leuten des Offiziers,

48. [den geg]eben hat der König. Es wisse der König,

49. [(dass) ges]agt [hat] Adaja zu mir:

50. [„Sieh]e, lasse mich abziehen! Verlasse du sie (die Stadt) nicht!“

51. In diesem [Jahr] sende mir Besatzungs-Mannschaft,

52. [und] den Vorsteher sende, o König! Ebenso sind wir

53. [Geschenke] habe ich gesandt, dem König, [meinem] Her[rn],

54. […]-[Leu]te, 5tausend […],

55. [3hunde]rt [1]8 Träger für die Karawanen des König[s;]

56. sie sind genommen worden im Gefilde (šatê) b[ei]

57. Ialuna. Es wisse der König, mein Herr,

58. (dass) ich nicht eine Karawane senden kann

59. an den König, meinen Herrn. (Dies,) damit du Kenntnis habest.

60. Siehe, der König hat gesetzt seinen Namen

61. im Lande von Urusalim auf ewig.

62. So kann er nicht im Stich lassen

63. die Länder von Urusalim.

64. Zu dem Tafelschreiber des Königs, meines Herrn,

65. hat gesprochen also Abdiḫiba, dein Diener:

66. Zu den 2 Füßen fiel ich nieder; dein Diener bin ich.

67. Bringe schöne Worte hinein

68. Zu dem König, meinem Herrn!

69. Ein Offizier des Königs bin ich,

70. ich bin dir […]

71. Und eine böse Tat haben verübt

72. gegen (mich) Leute von Kasi.

73. [Um ein H]aar wäre i[c]h getötet worden

74. [du]rch Kaši-Leute

75. in meinem Haus. Es stelle [eine Forderung]

76. […] der König an si[e]!

77. [7-f]ach und 7-fach [ist Recht]

78. mi[r, o Köni]g, mein Herr.